# Advanced Telescope for High Energy Astrophysics
Das Advanced Telescope for High Energy Astrophysics ist das Projekt eines Weltraum-Röntgenteleskops der Europäischen Weltraumorganisation ESA. Die Mission wurde im Juni 2022 aufgrund untragbarer Kosten eingestellt. Im November 2022 wurde das New Athena Science Redefinition Team zusammengestellt, welches die Umsetzbarkeit einer Alternativlösung evaluieren sollte. Im März 2023 wurde das Projekt unter dem provisorischen Namen NewAthena wiederbelebt und im November 2023 als Klasse-L-Mission formell wieder aufgenommen. Die Umsetzung würde in der zweiten Hälfte der 2030er-Jahre erfolgen. Athena würde dann am Lagrangepunkt L2 operieren, wie viele andere Weltraumobservatorien. 
Wissenschaftliche Ziele sind vor allem die Messung der Verteilung, des Zustands und der Bewegung heißen Gases im intergalaktischen Raum, die Suche nach schwarzen Löchern, und die Untersuchung von Ereignissen wie Supernovae und stellaren Flares.

## Geschichte des Projekts
Nach dem Start der beiden Röntgenteleskope Chandra und XMM-Newton 1999 intensivierten sich bei NASA und ESA die Planungen für nachfolgende leistungsfähigere Röntgenobservatorien. ESA plante das Teleskop XEUS, zeitweise wurde dieses mit dem Constellation-X-Projekt der NASA zum Projekt eines International X-ray Observatory IXO verschmolzen. Nachdem alle diese Vorhaben sich nicht hatten durchsetzen können, gelang es 2014 mit dem ATHENA-Projekt den Status der zweiten großen Mission (L2) im Rahmen des Cosmic Vision 2015–2025-Programms der ESA zu erlangen. Das Projekt stellte sich jedoch als zu teuer für die ESA heraus.
NewAthena soll mit moderat verminderten Kapazitäten innerhalb eines Kostenrahmens von 1,3 Mrd. Euro umgesetzt werden. Industrielle Vorarbeiten sollen im zweiten Halbjahr 2024 wieder aufgenommen werden.[veraltet] Ziel ist eine Auswahl der Mission (Schritt 5) im Jahr 2027.

## Teleskop und Instrumente
Das Wolter-Teleskop von ATHENA vom Typ sollte eine Brennweite von 12 m haben. Durch Verwendung einer neu zu entwickelnden Spiegeltechnologie aus vielen eng gestapelten Siliziumwafern (Silicon Pore Optics) sollte trotz des für Röntgenteleskope nötigen streifenden Lichteinfalls eine hohe effektive Sammelfläche von etwa 2 m² bei einer Photonenenergie von 1 keV erreicht werden. Geplante Instrumente waren:
- Wide Field Imager: Kamera mit großem Gesichtsfeld, aber geringer spektraler Auflösung, in Weiterentwicklung ähnlicher Kameras auf z. B. XMM oder eROSITA.
- X-ray Integral Field Unit: Spektral hochauflösendes abbildendes Mikrokalorimeter mit moderatem Gesichtsfeld.

Die Spezifikationen der Instrumente von NewAthena sind noch nicht bekannt, da die Fähigkeiten noch nicht abschließend definiert wurden.